# Dominik Kwaśniewski
Dominik Kwaśniewski (ur. 22 lutego 1976 w Krakowie) – kompozytor, aranżer i piosenkarz.
Absolwent Szkoły Muzycznej II stopnia w Krakowie, studiował m.in. muzykologię oraz muzykoterapię. Zadebiutował w 1992 roku w Nieszporach Ludzmierskich Jana Kantego Pawluśkiewicza, z którymi występował przez kilka lat i wziął udział w ich rejestracji na płycie. Po zwycięstwie w kilku kolejnych przeglądach piosenki został zauważony i zaproszony do Piwnicy Pod Baranami, gdzie występował w latach 1992–1997 (m.in.: spektakl Bursa, reż. J. Güntner).

## Życiorys
Od 1996 roku pozostaje artystą kabaretu Loch Camelot, dla którego komponuje, aranżuje i śpiewa. Z kabaretem występował w kraju i za granicą, m.in., w Austrii, na Ukrainie i na Węgrzech. Uczestniczył w dużych widowiskach plenerowych, takich jak: Uczta duchów i upiorów, czyli Helloween na Kopcu Kościuszki, Skumbrie w tomacie (Rynek Główny w Krakowie, 1997), Takie większe wesele (2000) i Święto ulicy św. Tomasza; programach telewizyjnych, jak: Zdrowie Pań dziewiczych i krępych i Jeszcze jeden i jeszcze raz; okazjonalnych koncertach, jak: Tango demona, Piosenka o złotej krainie i Wróć do Lwowa; wreszcie spektaklach teatralnych, jak: Kochajmy się - na podstawie twórczości Adama Mickiewicza, Historyja o Doktorze Fauście (reż. K. Madej) i Kamień na kamieniu (reż. A. Róg).
W latach 1994–2002 był solistą chóru Młodej Filharmonii Krakowskiej, z którym gościnnie występował w kraju i za granicą. Przez kilka miesięcy 1999 roku współpracował z Chwilową Grupą Artystyczną „Trio”, którą tworzyli: Jan Kanty Pawluśkiewicz, Grzegorz Turnau i Sebastian Kudas. Tego samego roku podjął współpracę z Bogusławem Kaczmarczykiem, współzałożycielem kabaretu Pożarcie (wraz z Maciejem Stuhrem), z którym otrzymał wyróżnienie na XXXVI Studenckim Festiwalu Piosenki w Krakowie (2000).

## Aktywność

### Filmografia
- Belial Bartosz Sujkowski 2005
- Dzień przed reż. Jagoda Madej 2005
- Film dla Urzędu Miasta Krakowa realizacja Mediapixel 2005
- Propozycja reż. Jagoda Madej 2005
- Parę rzeczy reż. Jagoda Madej 2005
- Dialog reż. Mateusz Syrek 2005
- W charakterze cudu reż. Jagoda Madej 2006
- LINE reż. Dominik Zadęcki 2006
- Mim reż. Filip Rudnicki 2007
- Pamietasz mnie? reż. Piotr Matwiejczyk 2007
- Na boso reż. Piotr Matwiejczyk 2007
- Jan z drzewa reż. Łukasz Kasprzykowski 2008
- Dekalog III reż. Maciej Cuske 2008
- Kontrakt reż. Ksawery Szczepanik 2008

### Realizacje
- Muzyka do programu Ewy Wachowicz dla TV Polsat
- Muzyka do programu Co warto wiedzieć dla TVP Kraków
- Muzyka do programu Pora dla Seniora dla TVP Kraków
- Muzyka do programu Wielicki Skarbnik dla TVP Kraków
- Muzyka do programu 750 lecia Lokacji Miasta Krakowa dla TVP Kraków
- Muzyka do programu Kraj za miastem dla TVP Kraków
- Muzyka do programu TV Lato dla TVP Kraków
- Współpraca z Paris Music
- Muzyka do programu Podglądacze dla TVP Kraków
- Muzyka do programu Okiem kamery dla TVP Kraków
- Muzyka do programu Tematy dnia dla TVP Kraków
- Muzyka dla TV Kraków
- Singiel Bolero
- Płyta Loch Camelot
- Miasto zbrodni TV TVN
- Hymn dla AS Cmielow
- Muzyka miejsca Sielanka
- Usterka
- Muzyka do strony internetowej www.artplastcdo.com[1]
- Kolędy Loch Camelot
- Muzyka miejsca Tawerna
- Płyta solowa
- Muzyka do programu TVP2 - Podróże kulinarne Roberta Makłowicza
- Pan Kazimierz
- dżingiel firmowy Mediapixel
- Muzyka do strony internetowej www.kkat.pl[2]
- Muzyka pod ekspozycję stałą w Muzeum Regionalnym w Stalowej Woli
- Muzyka do strony internetowej www.musi.com.pl[3]

### Nagrody
Jest laureatem wielu nagród i wyróżnień. Otrzymał, m.in.: wyróżnienie na Ogólnopolskim Festiwalu Piosenki Studenckiej we Wrocławiu (1995), I nagrodę na Ogólnopolskich Spotkaniach Młodych Autorów i Kompozytorów w Myśliborzu (1996; II nagroda w 1995), nagrodę za aranżację na Ogólnopolskim Przeglądzie Piosenki w Warszawie (1996), III nagrodę na XXXIV Studenckim Festiwalu Piosenki w Krakowie (1998; wyróżnienie w 1999, III nagroda w 2001), I nagrodę na XXI Wojewódzkim Przeglądzie Zespołów Muzycznych i Solistów w Proszowicach (1998), I nagrodę na Ogólnopolskiej Giełdzie Piosenki w Opolu (1999), I nagrodę na Ogólnopolskim Festiwalu Piosenki w Radomiu (1999), I nagrodę na Festiwalu Piosenki w Limanowej (1999) i III nagrodę na XXVII Ogólnopolskich Spotkaniach Zamkowych w Olsztynie (2000).
- 1993 - I miejsce w Konkursie Poezji śpiewanej
- 1994 - III miejsce w Przeglądzie Poezji śpiewanej
- 1994 - I miejsce w Przeglądzie Form Wokalnych Sacro-Song „Arka Pana”
- 1995 - I miejsce w Wojewódzkim Festiwalu Piosenki Saro-Song „Arka Pana”
- 1995 - Dębowy Szczebel do Kariery - SMAK '95
- 1995 - I miejsce w Konkursie Poezji śpiewanej
- 1995 - I miejsce w VII Przeglądzie Poezji śpiewanej
- 1996 - Nagroda za aranżację - Stopa '96
- 1996 - Hebanowy Szczebel do Kariery - SMAK '96
- 1998 - I Nagroda na XXI Wojewódzkim Przeglądzie Amatorskich Zespołów i
- 1998 - 34. Studencki Festiwal Piosenki
- 2001 - III Nagroda na 37. Studenckim festiwalu Piosenki
- 2008 - III nagroda dla filmu Jan z drzewa z muzyką Dominika Kwaśniewskiego na XII Ogólnopolskim Festiwalu Filmów Komediowych w Lubomierzu.

### Nagrody dla filmuDekalog III
- 2008 - Maciej Cuske Kraków (Krakowski FF - Konkurs Krajowy; do roku 2000 Ogólnopolski FFK) - Nagroda Główna „Srebrny Lajkonik” dla najlepszego filmu dokumentalnego
- 2008 - Maciej Cuske Kraków (Krakowski FF - Konkurs Krajowy) - Nagroda Jury Studentów Miasta Krakowa
- 2008 - Maciej Cuske Jelenia Góra (Przegląd Filmów Komediowych i Niezależnych „Barejada”) - Nagroda Publiczności
- 2008 - Maciej Cuske Łódź (Festiwal Filmów o Rodzinie) - II Nagroda
- 2008 - Maciej Cuske Łódź (Festiwal Mediów „Człowiek w zagrożeniu”) - Dyplom Honorowy